# فيرا وانغ
فيرا وانغ (بالصينية: 王薇薇) (و. 1949  م) هي مصممة، ومتزلجة فنية، ومصممة أزياء أمريكية، ولدت في نيويورك.

## التعليم
تعلمت في كلية سارة لورانس، وجامعة باريس.

## وصلات خارجية
- فيرا وانغ على موقع IMDb (الإنجليزية)
- فيرا وانغ على موقع إن إن دي بي (الإنجليزية)
- فيرا وانغ على موقع قاعدة بيانات الفيلم (الإنجليزية)

- فيرا وانغ في قاعدة بيانات الأفلام على الإنترنت